# Хайнрих Рефле фон Рихтенберг
Хайнрих Рефле фон Рихтенберг (на немски: Heinrich Reffle von Richtenberg) е тридесет и третият Велик магистър на рицарите от Тевтонския орден.